# Nepenthes petiolata
Nepenthes petiolata är en tvåhjärtbladig växtart som beskrevs av Danser. Nepenthes petiolata ingår i släktet Nepenthes och familjen Nepenthaceae. Inga underarter finns listade i Catalogue of Life.

## Bildgalleri

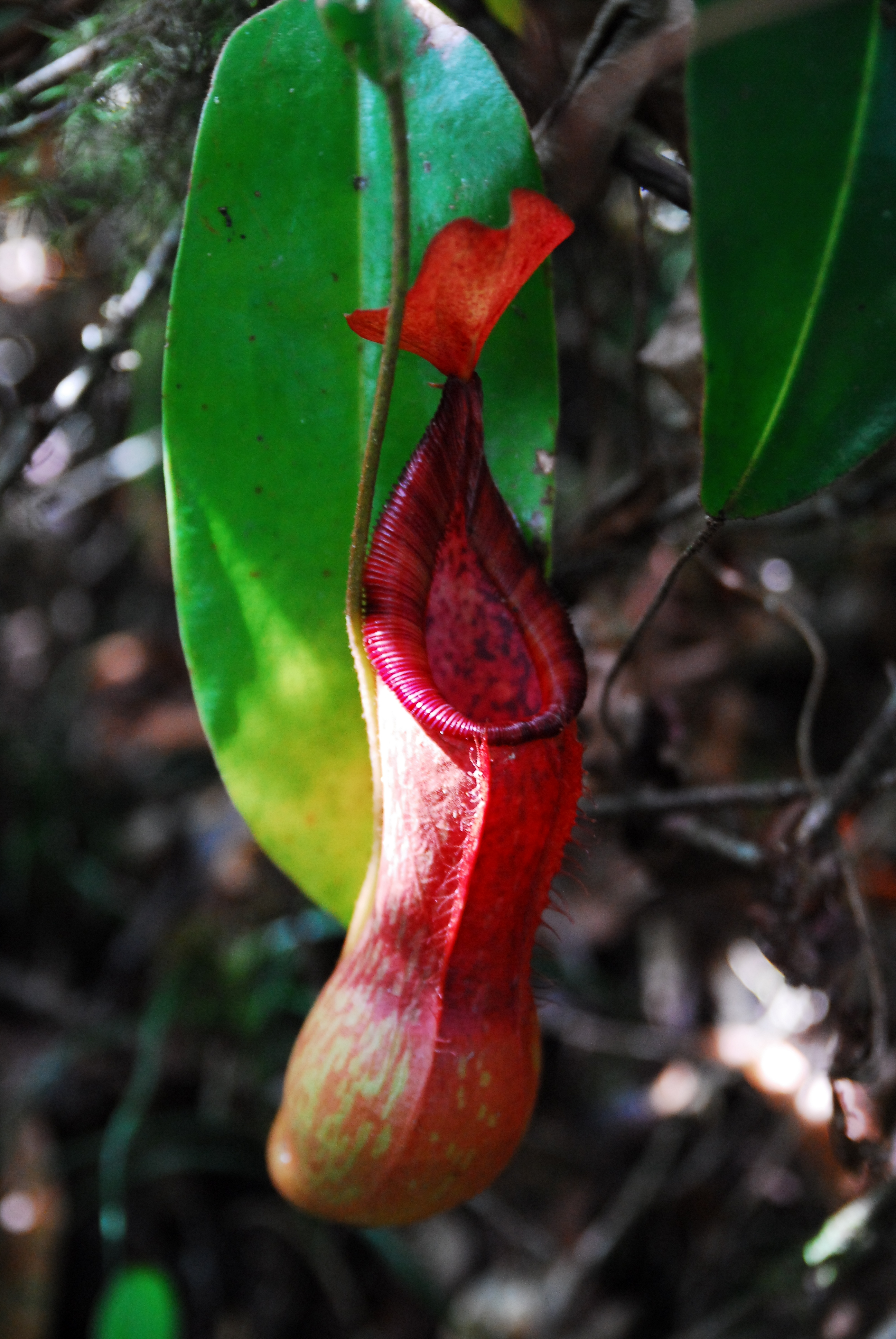